# جنة ونار (مسلسل)
جنة ونار، مسلسل تلفزيوني مصري عرض في 2009م.

## قصة المسلسل
دكتورة رقية (تيسير فهمى) تعمل باحثة في الهيئة العامة للبحث العلمي. رؤساؤها الفاسدون (أحمد عبد الوارث وأحمد صادق) يدبرون لها المكائد للتخلص منها بتشويه سمعتها. زوجها إبراهيم يسرى محام شهير يساندها، ويتولى قضية لفتاه غرر بها ابن أحد الأثرياء (يوسف شعبان المرشح لمجلس الشعب) وحملت منه سفاحًَا هذا الابن الذي أفسده تدليل والدته (عايدة رياض)، صدم المحامى بسيارته في محاولة لقتله. تحلم تيسير فهمى بالهجرة إلى أمريكا لتستطيع إظهار أبحاثها إلى النور وهناك تكتشف أن الحلم الأمريكى أصبح كابوسًا رهيبًا حيث يتم تلفيق تهمة الإرهاب لها (للاستيلاء على اختراعها الدوائي الثمين) ويتم سجنها لفترة ثم يتم الإفراج عنها بعد محاولات وتدخلات عديدة من المحامين العرب ومن الجاليتين العربية والمصرية في أمريكا ومن عضو مجلس الشعب (يوسف شعبان) وتعود إلى مصر مرة أخرى.

## بطولة
- تيسير فهمي
- يوسف شعبان
- محمود حمدان
- عايدة رياض
- إبراهيم يسري
- محمد مرزبان
- لقاء سويدان
- أحمد عبد الوارث
- رحاب الجمل
- حنان سليمان
- نيرة عارف